# Bonaspeia sydneyi
Bonaspeia sydneyi är en insektsart som beskrevs av Davies 1987. Bonaspeia sydneyi ingår i släktet Bonaspeia och familjen dvärgstritar. Inga underarter finns listade i Catalogue of Life.